# Mabalane
Mabalane is een dorp in het district Kgatleng in Botswana. De plaats telt 738 inwoners (2011).